# Husarviksbron
Ej att förväxla med Ugglebacksbron som tidigare hette Husarbron

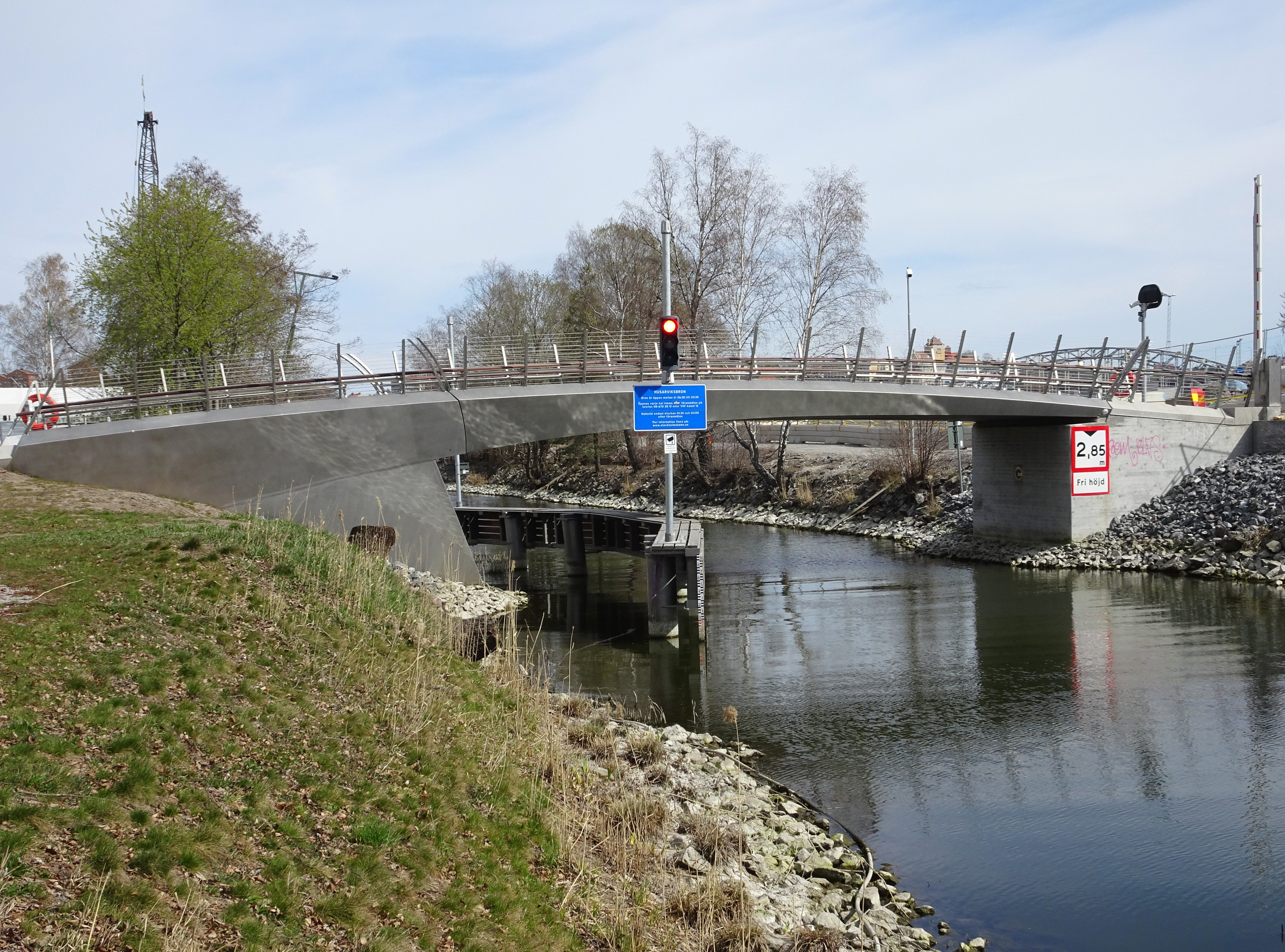
Husarviksbron, april 2019.

Husarviksbron är en klaffbro för gång- och cykeltrafik över Husarviken på Norra Djurgården i Stockholm. Bron invigdes 2018 och ritades av arkitektkontoret &Rundquist.

## Historik

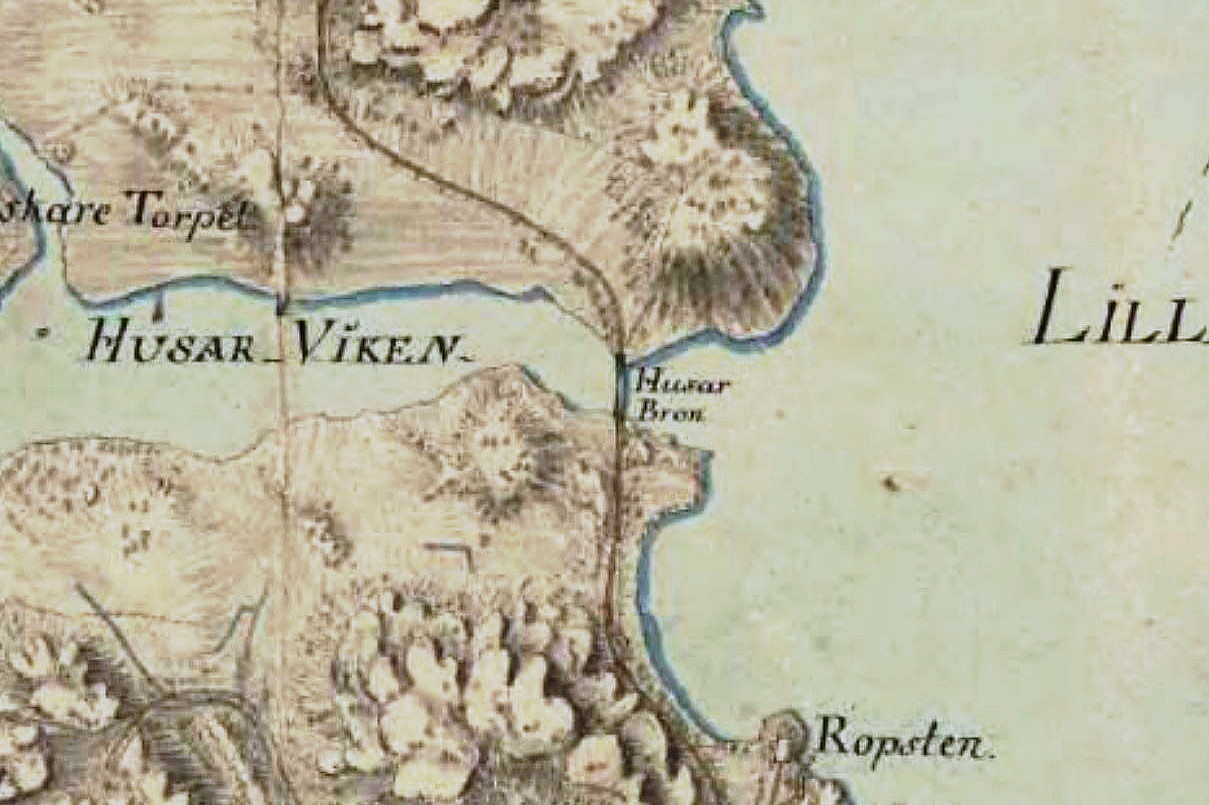
"Husarbron" 1794.

En bro över yttre delen av Husarviken har funnits på 1600- och 1700-talen. Vid den tiden gick här en landsväg mellan Ropsten och Lilla Skuggan. På 1830-talet  försvann bron och landsvägen från Ropsten slutade tvärt vid Husarvikens södra sida. I slutet av 1800-talet ändrade området utseende, medan trakten norr om Husarviken behöll sin parkkaraktär förvandlades södra sidan till ett stort industriområde för Värtagasverket. Så var det ända fram till början av 2000-talet när gasverket avvecklades och Norra Djurgårdsstaden började byggas.

## Bron
År 2004 anlitade Stockholms stad arkitektkontoret &Rundquist att utarbeta en klaffbro för gång- och cykeltrafik som skall underlätta trafiken över Husarviken. Bron skulle sträcka sig över viken mellan den nya stadsdelen Norra Djurgårdsstaden och Fisksjöäng där Kungliga nationalstadsparken börjar. Bron vid Husarviken gestaltar därmed övergången mellan stad och natur. I planeringen fanns två alternativa lägen, ett inre och en yttre. År 2007 godkändes förslaget för nya bron med det inre läget då ett yttre läge skulle ha inkräktat på Ropstens båtklubb. 
Bron konstruerades av ELU konsult och tillverkades i delar av Outokumpu PSC Nordic i Degerfors. Delarna svetsades samman av Sonstorps Mekaniska i Sonstorp och hela bron med en vikt av 35 ton transporterades sedan till Stockholm där huvudentreprenören Peab lyfte den på plats i mars 2018. I slutet av maj samma år kunde bron tas i bruk. 
Husarviksbron är utförd i blästrat rostfritt stål och med utåt vinklade brosidor för att fånga vattenspeglingarna och ge ett lätt helhetsintryck. Brons längd är 20 meter och brobanans bredd är cirka fem meter. Den segelfria höjden har satts till tre meter för att så många fritidsbåtar som möjligt skall kunna passera utan att bron behöver öppnas, vilket motsvarar cirka 66 procent av nuvarande antalet båtar i Husarviken.

## Nominering till Årets Stockholmsbyggnad
Husarviksbrom nominerades tillsammans med nio andra finalister till Årets Stockholmsbyggnad 2019. Juryns kommentar lyder:
| ” | En bro som inte bara är vacker, den kopplar också staden och ger oss nya rörelsemönster. Denna bro är ett litet tillskott som ger effekt. Det asymmetriska uttrycket som kommer ur funktionen ger en stark och intressant form. | „ |

## Bilder

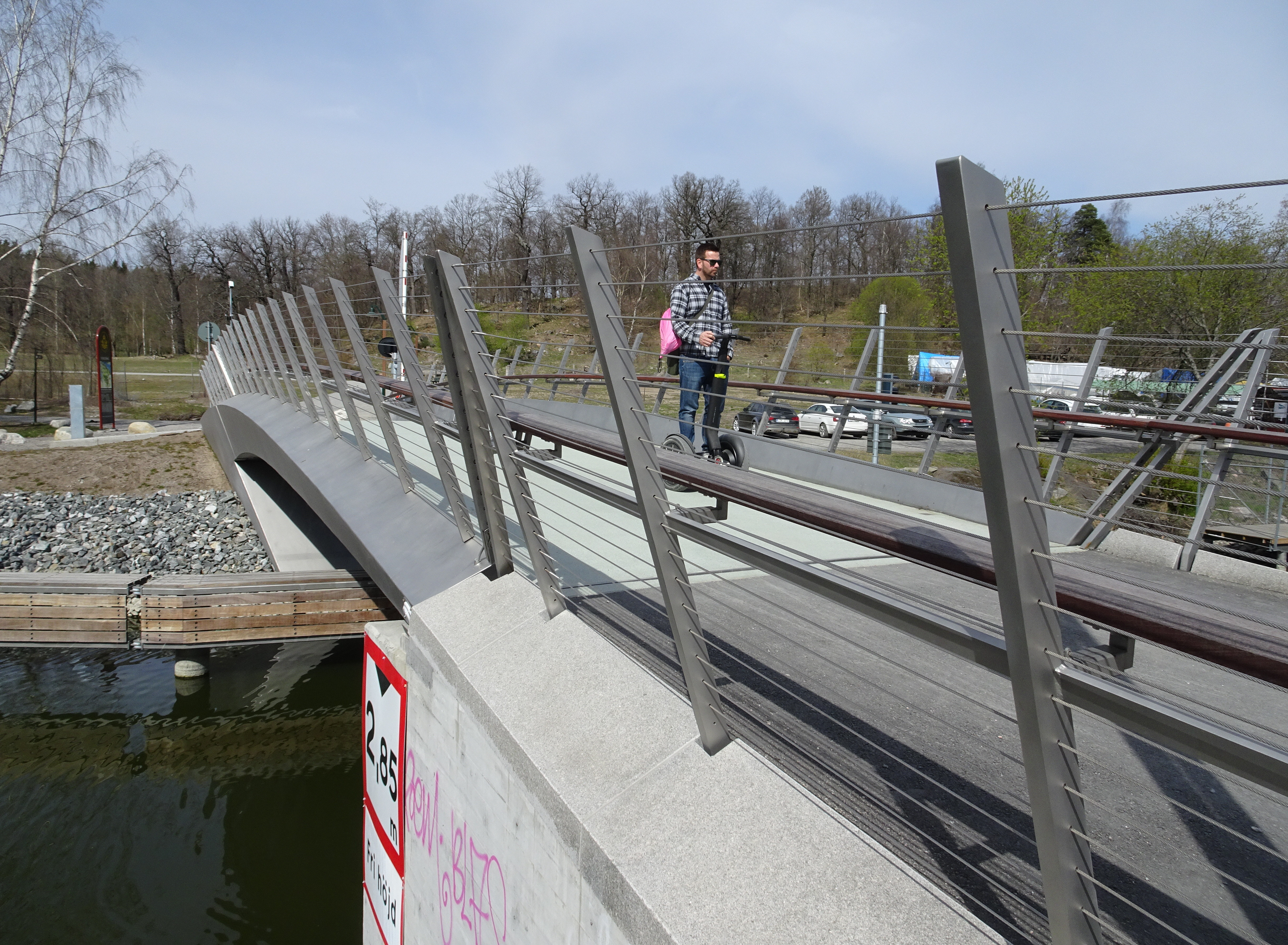
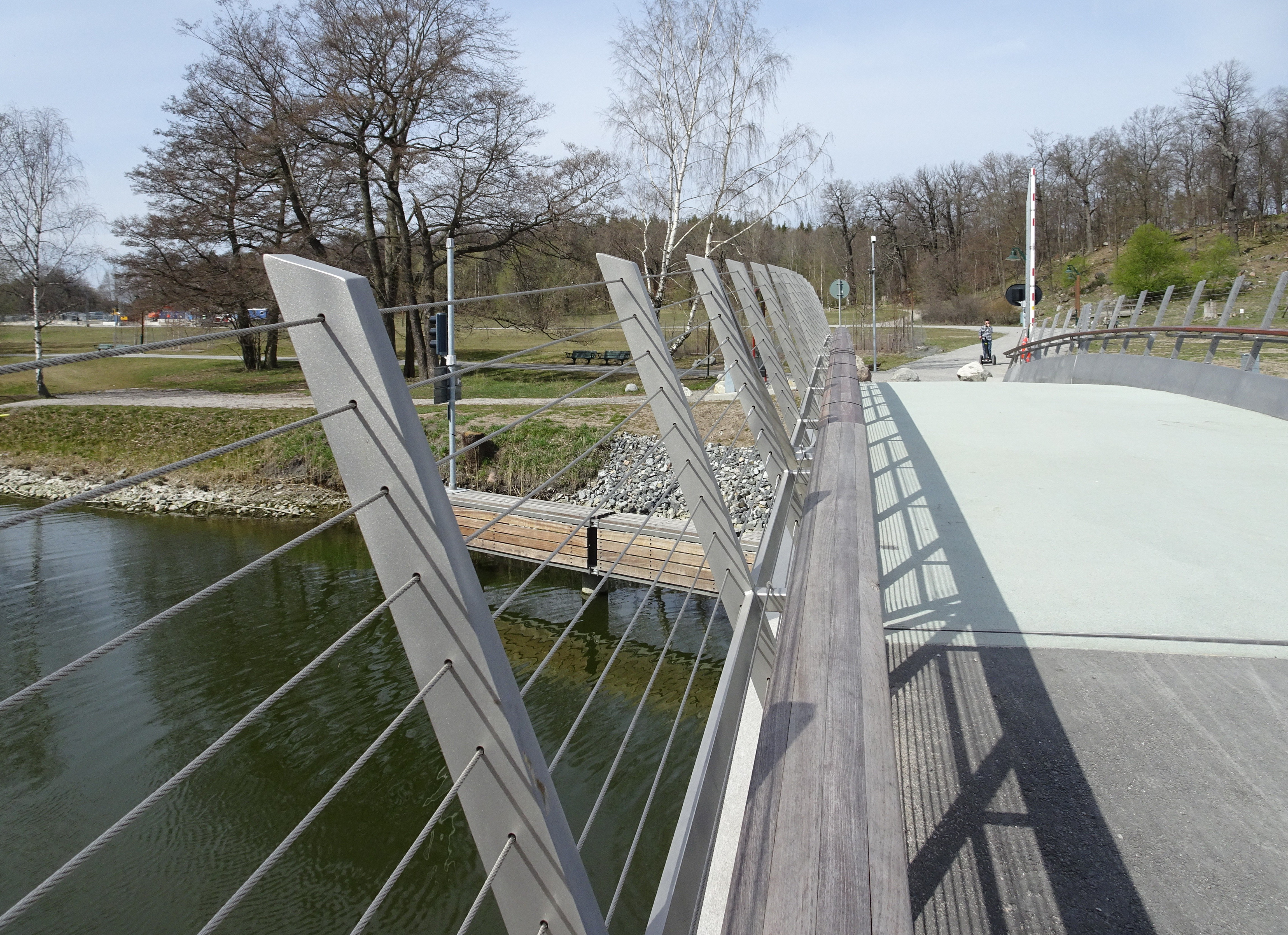
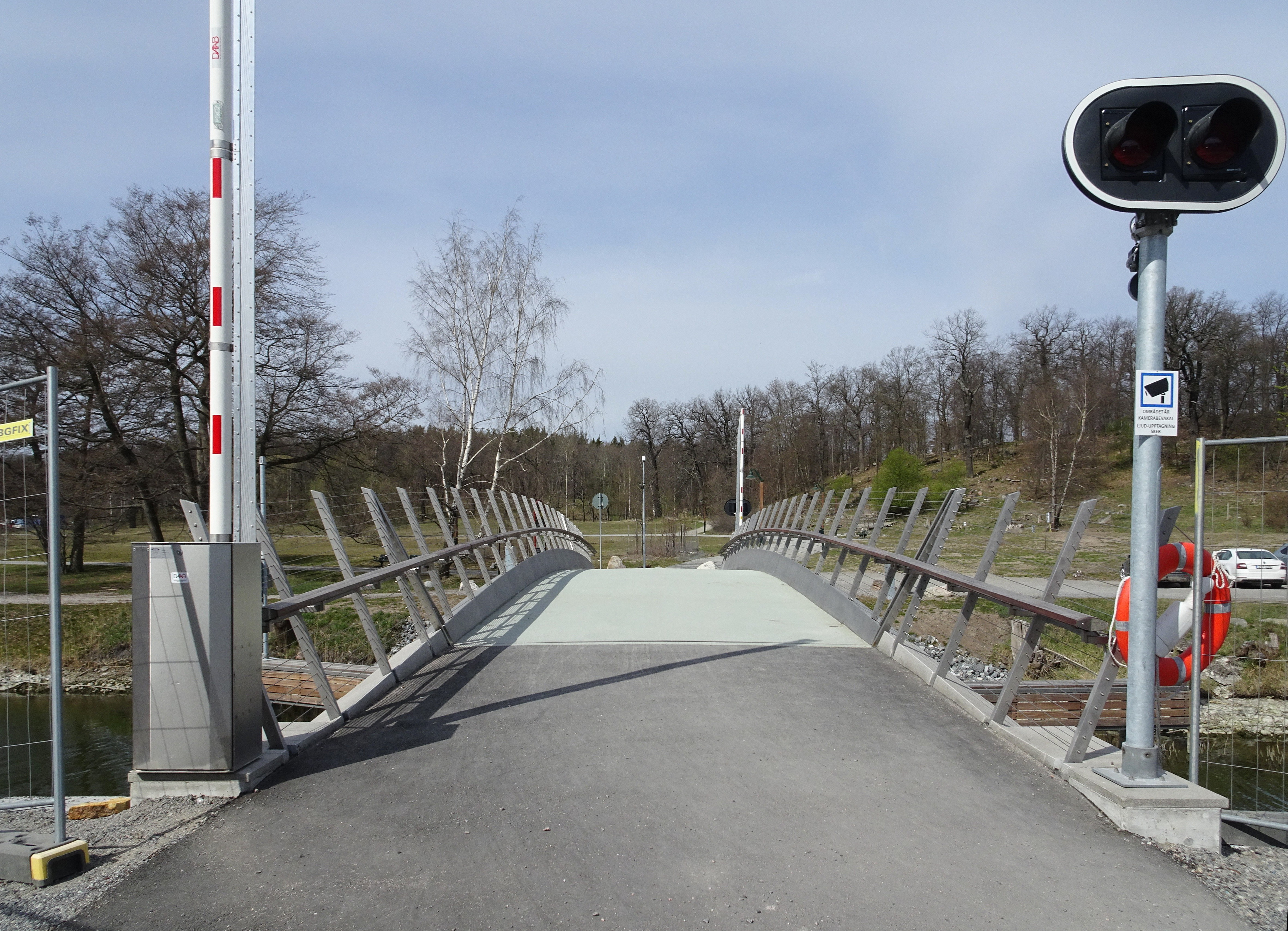
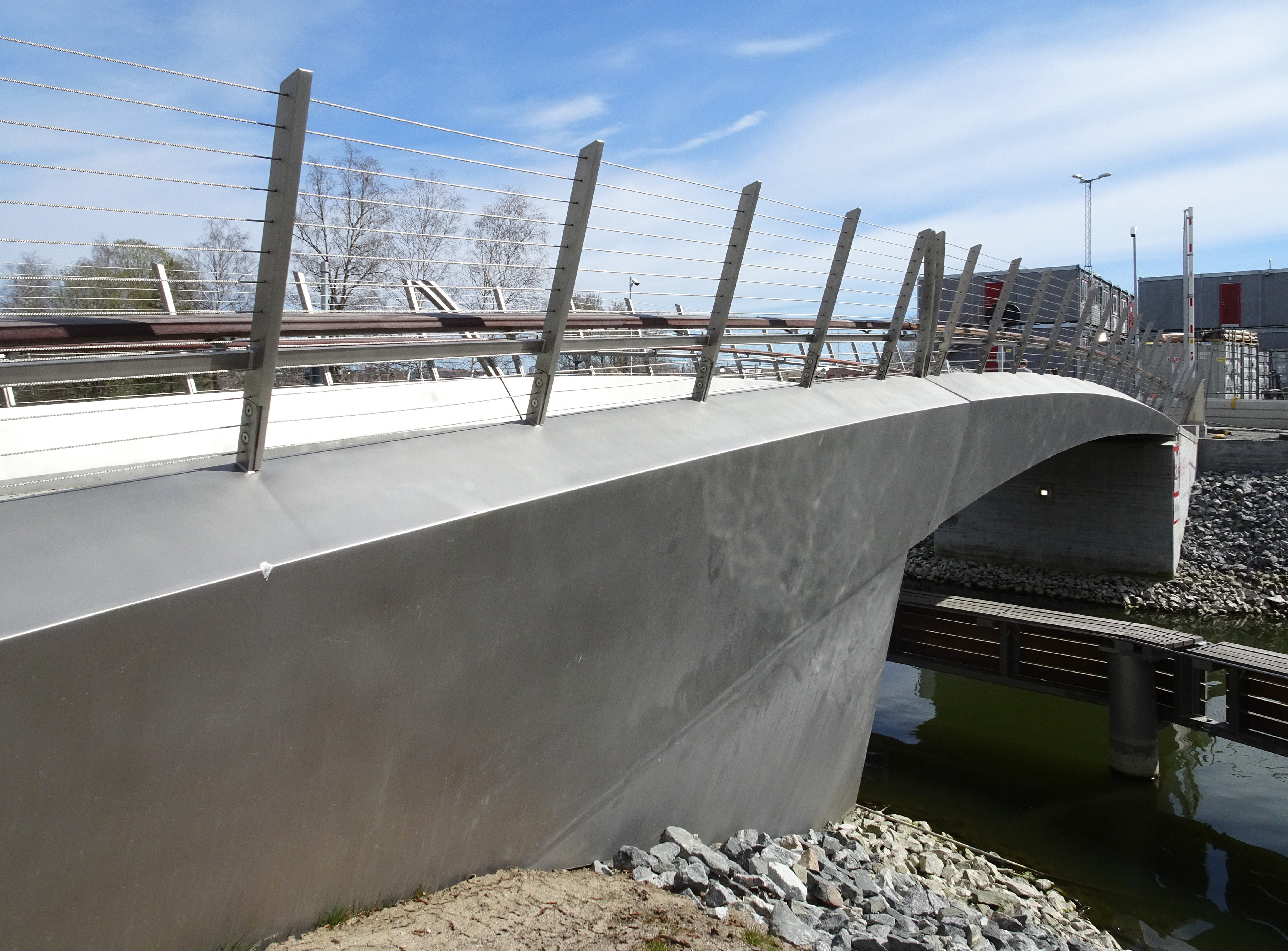